# Conseil des notariats de l'Union européenne
 (avril 2013).
Le Conseil des notariats de l'Union européenne (CNUE) est une association sans but lucratif de notariats de 22 pays d'Europe, représentant environ 40 000 notaires. Le CNUE est l'organisme officiel et représentatif de la fonction notariale auprès des institutions de l'Union européenne. Porte-parole de la profession, il dispose du pouvoir de négociation et de décision pour l'ensemble des notariats de type latin de l'Union européenne .

## Historique
C'est dans l'objectif d'assurer la représentation du notariat au niveau européen qu'est née, en 1976 à Paris, la Conférence des Présidents des Notariats des six Pays fondateurs de la CEE (Allemagne, Belgique, France, Italie, Luxembourg et Pays-Bas) dont le protocole d'accord fut signé sous les auspices et dans le cadre de l'UINL (Union internationale du notariat), ONG qui regroupe l'ensemble des notariats dans le monde .
En 1989, 13 ans après sa constitution, la Conférence des Présidents se transforme en Conférence Permanente des Notariats de la Communauté européenne, affirmant ainsi sa nature d'association supranationale des notariats. En 1995, elle devient la  Conférence des Notariats de l'Union Européenne jusqu'à l'adoption, le 1er janvier 2006, de sa dénomination actuelle de « Conseil des Notariats de l'Union Européenne » (CNUE). Dès 1996 le CNUE adopte une présidence annuelle s'alignant aux institutions européennes.
À partir de 1992, le CNUE n'a cessé d'évoluer dans sa propre organisation et dans ses fonctions. Durant ces années, le CNUE s'est progressivement élargi avec l'entrée de l'Espagne, du Portugal et de l'Autriche. En 2004, il enregistre l'adhésion de neuf notariats, parallèlement à l'élargissement de l'UE, ce qui lui a permet de faire un important saut en avant, passant de 10 à 19 membres. En 2007, ce fut le tour de la Bulgarie et la Roumanie, qui par leur adhésion ont porté le nombre de notariats membres à 21 sur les 27 pays membres de l'UE. À la date du 1er juillet 2013, le notariat croate a également rejoint les rangs du CNUE.

## Membres
Le CNUE représente les notariats de type latin de tous les États membres connaissant cette institution  : 
- Allemagne (Bundesnotarkammer)
- Autriche (Österreichische Notariatskammer)
- Belgique (Conseil international du notariat belge)
- Bulgarie (Chambre des notaires de Bulgarie)
- Croatie (Hrvatska javnobilježnicka komora)
- Espagne (Consejo General del Notariado)
- Estonie (Eesti Vabriigi Notarite Koda)
- France (Conseil supérieur du notariat français)
- Grèce (Conseil National du Notariat Grec)
- Hongrie (Magyar Országos Közjegyzoi Kamara)
- Italie (Consiglio Nazionale del Notariato)
- Lettonie (Latvijas Zverinatu notaru padome)
- Lituanie (Lietuvos Notaru Rumai)
- Luxembourg (Chambre des notaires du Grand-Duché de Luxembourg)
- Malte (Kunsill Notarili ta' Malta)
- Pays-Bas (Koninklijke Notariële Beroepsorganisatie)
- Pologne (Krajowa Rada Notarialna)
- Portugal (Ordem dos Notarios Portugal)
- République tchèque (Notarska komora Ceske republiky)
- Roumanie (Uniunea Nationala a Notarilor Publici din România)
- Slovaquie (Notárska komora Slovenskej republiky)
- Slovénie (Notarska Zbornica Slovenije)

Le notariat turc  bénéficie quant à lui du statut d'observateur depuis mars 2013 .
Les notariats européens sont représentés au sein du CNUE par les présidents des organismes nationaux du notariat. Le CNUE est placé sous l'autorité d'un Président, porte-parole du CNUE, qui exerce ses fonctions pendant une durée d'un an, renouvelable pour une année.

## Objet
Le CNUE a pour mission la promotion du notariat comme pierre angulaire de la justice préventive. Il contribue activement dans tout processus décisionnel des institutions européennes qui touche les domaines intéressant la vie juridique du citoyen et des entreprises, l'accès à la justice ou encore la protection du consommateur .
En outre, le CNUE informe en permanence ses membres de l'évolution de la législation européenne et de toutes les initiatives prises par les différentes institutions de l'Union. Il les assiste dans la formation continue des notaires en droit de l'UE. 
Le CNUE met également en place des projets à dimension européenne, impliquant l'ensemble de ses membres, dans le but de construire l'espace de justice, de sécurité et de liberté, qu'attendent les citoyens européens. 

## Le CNUE au service des citoyens
Le CNUE met à disposition des citoyens et des professionnels du droit certaines ressources en ligne. Ces projets ont été réalisés avec le soutien de l'Union européenne.
Le site "Successions Europe" permet d'accéder au droit des successions des États membres (à l'exception du Danemark, mais avec la Croatie) et ce, en 23 langues.
Sur le même modèle, le site multilingue "Couples en Europe" met à disposition des fiches d'information sur le droit des régimes matrimoniaux et des partenariats dans les États membres. 
Le site Annuaire des notaires d'Europe permet, quant à lui, de trouver partout en Europe un notaire de type latin qui parle sa langue.  